# Décision implicite en droit administratif français
 (septembre 2013).
 (septembre 2013).
Si vous disposez d'ouvrages ou d'articles de référence ou si vous connaissez des sites web de qualité traitant du thème abordé ici, merci de compléter l'article en donnant les références utiles à sa vérifiabilité et en les liant à la section « Notes et références ».
Une décision implicite est un acte formel d'une administration publique acquise en l'absence de réponse à une requête à l'expiration d'un délai précis. Elle peut consister en un accord ou un refus de la demande, on parle alors respectivement de décision implicite d'acceptation ou de décision implicite de rejet.
Le régime de la décision implicite est régi par la loi du 12 avril 2000 relative aux droits des citoyens dans leurs relations avec les administrations qui, en l'absence de réponse explicite, posait initialement le principe du rejet (article 21), sauf exceptions (article 22). Cette loi a été modifiée par la loi du 12 novembre 2013 qui pose désormais le principe que le silence de l'administration vaut acceptation (principe du « silence vaut accord »). Toutefois cette inversion prévoit cinq types d'exceptions de plein droit au principe général et de nombreuses dérogations sont instituées par décrets.

## Les acteurs
- Une administration prend un acte
- Un demandeur conteste l'acte
- Une tierce partie sanctionne le litige.

## Les actions
- Publication de l'acte illégal de l'administration
- Recours gracieux obligatoire pour lancer la procédure dans le cas d'une demande de retrait
- Demande en excès de pouvoir accompagné d'une demande en retrait de l'acte visé

ou
- Demande en excès de pouvoir accompagné d'une demande en abrogation
- Sanction si l'administration ne s'exécute pas et que la demande est fondée.

## Les actes attaquables
- Actes règlementaires
- Actes individuels
- La loi du parlement.

## Délais des actions
1. Recours gracieux dans les deux mois qui suivent la publication de l'acte litigieux repousse le délai de saisine du juge administratif de deux mois. Jour ouvert et franc.
2. Demande en excès de pouvoir et en retrait de l'acte dans les deux mois suivant la publication de l'acte, ou dans les 2 mois fermant le recours gracieux lui-même enfermé dans les deux mois suivant la publication, repoussant les deux mois du délai de recours contentieux après les 4  mois déjà écoulés de publication et de grâce plus Jours ouverts et jours francs.
3. Demande en excès de pouvoir et en abrogation l'acte, après les deux mois qui suivent le recours gracieux ou le recours contentieux. Jour ouvert et franc l'action est perpétuelle elle n'a pas de limite dans le temps.

## Effets
- Le retrait demandé dans les six mois supprimera tous les droits acquis à partir de l'acte illégal ainsi que l'acte lui-même
- L'abrogation annule la loi ou l'acte et ses effets pour l'avenir uniquement.

Sur le régime de la décision implicite il apparait à la lumière des derniers arrêts du Conseil d'État en date relatifs à celui-ci que le délai de recours joue un rôle prépondérant sur ce premier dans le cas d'une demande en retrait de l'acte attaqué :
Arrêts dits :
- Dame Cachet 3 novembre 1922.
- Despujol 10 janvier 1930.
- Martin, Piteau, Lhuillier 28 mars 1952.
- Ministère du travail contre Société africaine France euro transaction 30 janvier 1981.
- Alitalia 3 février 1989, précise le régime du contrôle administratif.
- Ternon 3 novembre 2001, précise le régime du contrôle administratif.

C'est pourquoi avant de présenter la place essentielle du délai il est nécessaire de savoir quand la décision implicite prend effet et quelle est sa valeur.
Une décision implicite est en général un acte administratif avec une portée générale ou individuelle bien que des catégories intermédiaires aient déjà manifesté leur existence. Qu'elle soit légale ou illégale, elle fait naitre des droits qui se renforcent dans le temps et par le nombre relatif au même objet règlementaire voir législatif.
Une décision implicite n'est pas explicite au sens où il s'agit d'un silence gardé sur le recours gracieux d'une personne qui a intérêt à contester la notification ou la publication de l'acte.
Le délai du recours gracieux formulé, et prouvé par n'importe quel moyen, doit être formulé dans le délai du recours contentieux de 2 mois prévu aux articles 51 et 52 de la loi du 12 avril 2000 relative aux relations des citoyens avec l'administration et arrêté par décret au Conseil d'État[pas clair].
Le recours gracieux interrompt le délai du recours contentieux de deux mois à la date de formulation du premier sans compter les jours francs et fermés.
Si la personne n'a pas d'intérêt direct pour se saisir d'une situation qui lui semble inconstitutionnelle, inconventionnelle ou contraire aux traités signés par la France elle peut constituer une association qui a pour objectif principal de faire vivre le principe violé.
La personne ayant intérêt à saisir le tribunal administratif peut accompagner son recours principal un recours en référé-suspension, un recours en sursis automatique, ou d'un référé-liberté qui obligeront le juge à surseoir dans un délai restreint de 10 jours pour le sursis automatique, employé pour bloquer un chantier, de 1 mois pour la recours en suspension, et de 48h00 pour le référé-liberté, quand un droit fondamental a été bafoué.
À la suite de violences policières vous pouvez attaquer l'excès de pouvoir d'un agent de police et demander le retrait de tous les actes qui auraient été pris à partir d'une violation de vos droits et libertés fondamentales en accompagnant la demande sans passer par le recours gracieux, d'un référé liberté visant à faire libérer une personne enfermé contre son gré et sans aucun motif dans les 48h00.[réf. nécessaire]
Pour cela il faut adresser sa requête au Tribunal administratif se situant dans la juridiction du poste de police détenant illégalement une personne.
Une demande en dommages-intérêt sur le chef de la responsabilité délictuelle est conseillée.[réf. nécessaire]